# Christine Sagen Helgø
Christine Sagen Helgø (Holmestrand, 27 de març de 1968) és una advocada i política noruega, alcaldessa de Stavanger des del 17 d'octubre de 2011.
Llicenciada en dret a la Universitat de Bergen i va ser escollida a l'Ajuntament de Stavanger per primera vegada el 1999. Sagen Helgø va ser líder del grup de l'Ajuntament del Partit Conservador del 2003 al 2011.
Militant del Partit Conservador de Noruega (H), ha estat present dotze anys en la política de Stavanger, els últims vuit dels quals com a líder del grup municipal del Partit Conservador de Stavanger. El 2011 va substituir l'antic alcalde del mateix partit, Leif Johan Sevland, que havia ostentat el càrrec durant setze anys.